# 天主教布拉马布尔教区
天主教布拉馬布爾教區（拉丁語：Dioecesis Berhampurensis） 是印度一個羅馬天主教教區，屬克塔克暨布巴內斯瓦爾總教區。
教區成立於1974年1月24日，位於奧里薩邦南部。2012年有教友125,241人（佔轄區總人口1.4%）、四十三個堂區、132名司鐸。現任教區主教為薩拉特‧錢德拉‧納雅克。